# Gerard I (hrabia Holsztynu)

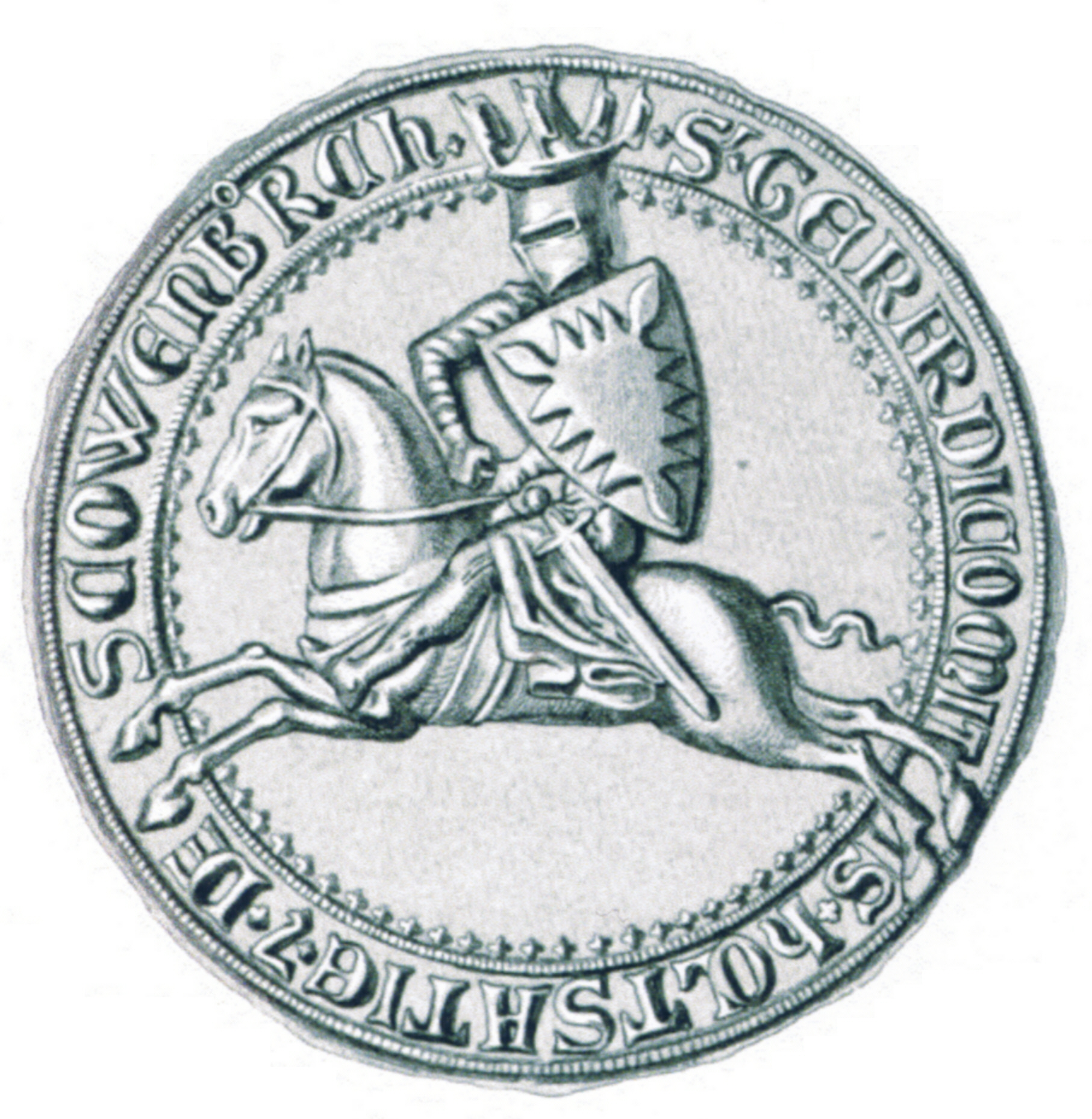
Pieczęć Gerarda I

Gerard I (ur. ok. 1230 roku, zm. 21 lutego 1290 roku w Itzehoe) – hrabia Holsztynu od 1238 roku.

## Życiorys
Gerard był drugim synem hrabiego Holsztynu Adolfa IV i Jadwigi, córki Hermana II z Lippe. Po wstąpieniu przez ojca do zakonu franciszkanów objął formalnie rządy wraz ze starszym bratem Janem I, pozostając jednak pod opieką szwagra, Abla. W latach 40. obaj bracia studiowali w Paryżu. Po powrocie wraz z miastem Lubeka aktywnie wspierał Abla w walkach o tron duński, a następnie jego syna Waldemara ze Szlezwika. W toku tych zmagań zwycięstwem w bitwie pod Lohheide w 1261 r. nad Duńczykami zapewnił niezależność Holsztynu od Danii. Bliskie związki ze Szwecją Gerard wzmacniał poprzez małżeństwa – swojej siostry z regentem Szwecji jarlem Birgerem (1261), swego syna Gerarda II z córką króla szwedzkiego Waldemara Birgerssona (1275) oraz swej córki Jadwigi z kolejnym królem Szwecji Magnusem I Birgerssonem (1276).
Po śmierci brata w 1263 roku przywrócił jedność księstwa, ale w 1273 roku musiał wydzielić dzielnicę z Kilonią swoim bratankom.

## Rodzina
Gerard był dwukrotnie żonaty. Pierwszą jego żoną, poślubioną ok. 1250 roku, była Ludgarda, córka księcia Meklemburgii Jana I. Z małżeństwa tego pochodziło jedenaścioro dzieci:
- Ludgarda (1250/1251-po 1289), żona księcia Lüneburga Jana oraz hrabiego Anhaltu Albrechta I,
- Elżbieta (?-[1274,1284]), żona hrabiego Wölpe Burcharda II,
- Jan (1253-1263/1269/1272/po 1300), kanonik w Hamburgu,
- Gerard II (1253/1254-1312), hrabia Holsztynu-Plön,
- Adolf VI (ok. 1256-1315), hrabia Holsztynu-Schauenburg,
- Henryk I ([1255,1260]-1304), hrabia Holsztynu-Rendsburg,
- Albrecht ([1256,1260]-przed 1281),
- Jadwiga (1261/1262-po 1281/[1324,1326]), żona króla Szwecji Magnusa I Ladulasa,
- Matylda (przed 1272-po 1296), żona hrabiego Roden i Wunstorf Jana I
- Bruno (po 1272-przed 1289),
- Otto (po 1272-przed 1290).

Drugą żoną Gerarda została w 1280 roku Alessina (Adelajda), córka margrabiego Montferratu Bonifacego II i wdowa po księciu Brunszwiku Albrechcie I Wielkim. To małżeństwo było bezdzietne.